# NGC 1390
NGC 1390 é uma galáxia localizada na direcção da constelação de Eridanus. Possui uma declinação de -19° 00' 27" e uma ascensão recta de 3 horas, 37 minutos e 52,2 segundos.
A galáxia NGC 1390 foi descoberta em 1886 por Frank Müller.